# Campionati italiani estivi di nuoto 1926
I ventiquattresimi campionati italiani assoluti di nuoto si sono svolti a Genova nel quartiere Sampierdarena dove è stato allestito un "campo" a mare da 50 e 100 metri dal 7 all'8 agosto 1926. 

## Podi

### Uomini
| Evento               | Oro                                                                               | Tempo    | Argento                                                    | Tempo     | Bronzo                                         | Tempo     |
| Stile libero         |                                                                                   |          |                                                            |           |                                                |           |
| 50 m                 | Emilio Polli                                                                      | 29"00    | Emilio De Franceschi                                       | 30"1/5    | Roberto Blasio                                 | 30"2/5    |
| 100 m                | Emilio Polli                                                                      | 1'05"80  | Enrico De Franchi                                          | 1'06"2/5  | Agostino Frassinetti                           | 1'07"2/5  |
| 400 m                | Renato Bacigalupo                                                                 | 5'42"20  | Gianni Patrignani                                          | 5'44"     | Antonio Conelli                                | 5'44"1/5  |
| 1500 m               | Renato Bacigalupo                                                                 | 23'28"00 | Pino Valle                                                 | 24'12"3/5 | Renato Candela                                 | 24'21"4/5 |
| Dorso                |                                                                                   |          |                                                            |           |                                                |           |
| 100 m                | Emilio Polli                                                                      | 1'18"20  | Sante Omero                                                | 1'27"     | Franc.Kouten                                   | -         |
| Rana                 |                                                                                   |          |                                                            |           |                                                |           |
| 200 m                | Giuseppe Mazza                                                                    | 3'11"20  | Ottone Andreancich                                         | 3'13"3/5  | Giordano Bravin                                |           |
| Staffette            |                                                                                   |          |                                                            |           |                                                |           |
| 5x50 m stile libero  | U.S. Triestina Nuoto 1ª squadra Parenzan Maurig Antonio Quarantotto Rizzi Blasich | 2'41"1/5 | U.S. Triestina Nuoto 2ª squadra                            | 2'45"1/5  | Legione 32 M.V.S.N.                            |           |
| 4x100 m stile libero | U.S. Triestina Nuoto Blasich Bravin Perenzan Antonio Quarantotto                  | 11'20"   | Legione 32 M.V.S.N Bisagno Bianconi Frassinetti Bagnasconi | 11'24"4/5 | Sportiva Sturla Mazza Olivari Valle De Franchi | 11'37"4/5 |
| 4x50 m artistica     | U.S. Triestina Nuoto 1ª squadra Andreancich Omero Parenzan Blasich                | 2'29"4/5 | U.S. Triestina Nuoto 2ª squadra                            | 2'31"2/5  | Canottieri Milano                              | 3"50"43   |

#### Donne
| Evento       | Oro             | Tempo    | Argento         | Tempo    | Bronzo        | Tempo |
| Stile libero |                 |          |                 |          |               |       |
| 100 m        | Armida Ippavitz | 1'32"4/5 | Maria Bravin    | 1'34"4/5 | Nerina Bravin |       |
| Dorso        |                 |          |                 |          |               |       |
| 50 m         | Maria Bravin    | 54"3/5   | Armida Ippavitz | 56"1/5   | Nerina Bravin | -     |
|              |                 |          |                 |          |               |       |